# Кларенс Сентер (Њујорк)
Кларенс Сентер (енгл. Clarence Center) насељено је место без административног статуса у америчкој савезној држави Њујорк.

## Демографија
По попису из 2010. године број становника је 2.257, што је 510 (29,2%) становника више него 2000. године.
| Група             | 2000.         | 2010.         |
| Белци             | 1.707 (97,7%) | 2.109 (93,4%) |
| Афроамериканци    | 9 (0,5%)      | 24 (1,1%)     |
| Азијати           | 3 (0,2%)      | 54 (2,4%)     |
| Хиспаноамериканци | 17 (1,0%)     | 26 (1,2%)     |
| Укупно            | 1.747         | 2.257         |